# Осники (Житомирская область)
Осники (укр. Осники) — село на Украине, основано в 1616 году, находится в Черняховском районе Житомирской области.
Код КОАТУУ — 1825682002. Население по переписи 2001 года составляет 516 человек. Почтовый индекс — 12342. Телефонный код — 4134. Занимает площадь 0,218 км².

## Адрес местного совета
12341, Житомирская область, Черняховский р-н, с. Высокое, ул. Чеська, 46